# 菲拉恰诺
菲拉恰诺（義大利語：Filacciano）是意大利拉齐奥大区罗马首都广域市的一个市镇，面积5.7平方公里，人口515人（2004年）。

## 人口
| 菲拉恰诺             |
|                      |
| 来源：国家统计研究所 |